# Elecciones a la Asamblea de Extremadura de 2023
Las elecciones a la Asamblea de Extremadura de 2023 se celebraron el domingo 28 de mayo, durante las elecciones autonómicas de dicho año, de acuerdo con el decreto de convocatoria de elecciones dispuesto que se publicó en el Diario Oficial de Extremadura. Se eligieron los 65 diputados de la XI Legislatura de la Asamblea de Extremadura mediante un sistema proporcional (método D'Hondt).

## Candidaturas[2]
| Candidatura | Candidatura                                      | Integrantes | Cabeza de lista | Cabeza de lista          | Res 2019  | Res 2019 |
| Candidatura | Candidatura                                      | Integrantes | Cabeza de lista | Cabeza de lista          | Votos (%) | Dip.     |
| ----------- | ------------------------------------------------ | --- | --------------- | ------------------------ | --------- | -------- |
|             | Partido Socialista Obrero Español de Extremadura | Lista Partido Socialista Obrero Español (PSOE) Socialistas Independientes de Extremadura (SIE)                                                                      |                 | Guillermo Fernández Vara | 46.73     | 34       |
|             | Partido Popular de Extremadura                   | Lista Partido Popular (PP) |                 | María Guardiola          | 27.49     | 20       |
|             | Unidas por Extremadura                           | Lista Podemos Extremadura (PE) Izquierda Unida Extremadura (IUE) Alianza Verde (AV) (Podemos Extremadura, Izquierda Unida Extremadura, Alianza Verde (Extremadura)) |                 | Irene de Miguel          | 7.18      | 4        |
|             | Vox                                              | Lista Vox (Vox) |                 | Ángel Pelayo Gordillo    | 4.70      | 0        |

- Levanta Extremadura (Levanta) (Extremadura Unida, Extremeños (Partido Regionalista Extremeño (PREx), Convergencia Regionalista de Extremadura (CREx) y Independientes por Extremadura (IPEX)), Cacereños por Cáceres)
- Por un Mundo Más Justo (PUM+J)
- Extremeñistas-Partido de los Extremeños (PEX-EXT)
- Partido Animalista Con el Medio Ambiente (PACMA)
- Una Extremadura Digna (UED)
- Ciudadanos (CS)
- Juntos por Extremadura (JUEx)

## Resultados[3]

### Autonómico[4]

###### Por partido
|  | 39.90 % |

|  | 38.78 % |

|  | 8.14 % |

|  | 6.02 % |

|  | 2.54 % |

|  | 0.89 % |

|  | 0.76 % |

|  | 0.37 % |

|  | 0.34 % |

|  | 0.32 % |

|  | 0.30 % |

|  | 0.18 % |

|  | 1.42 % |

|  | 70.35 % |

###### Por bloques ideológicos
|  | 47.85 % |

|  | 45.87 % |

|  | 4.86 % |

|  | 1.42 % |

|  | 72.14 % |

### Resultados por circunscripción

Diputados por circunscripción.

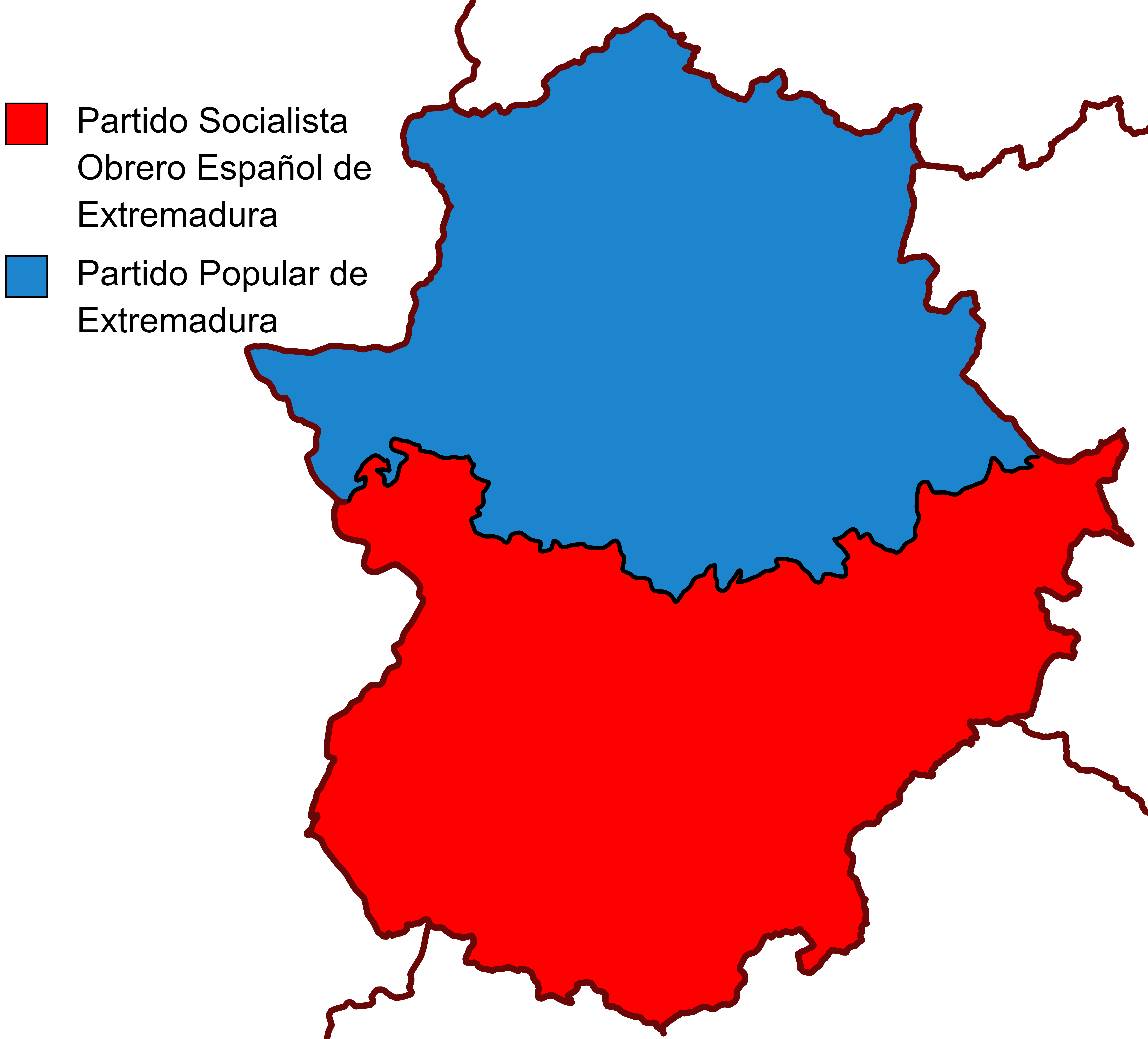
Ganador por provincias después de las elecciones.

###### Por partido
|  | 72.12 % |

|  | 72.91 % |

###### Por bloques ideológicos
|  | 72.12 % |

|  | 72.91 % |

## Participación
|  | 41,66 % |

|  | 39,86 % |

|  | 57,14 % |

|  | 53,51 % |

|  | 72.14 % |

|  | 68,84 % |

## Diputados electos
| Elecciones a la Asamblea de Extremadura 2023 Diputados Electos |                        | | |
| Candidatura                                                    | Candidatura            | Provincia de Badajoz | Provincia de Cáceres |
|                                                                | PSOE                   | 1. Guillermo Fernández Vara. 2. María Sol Mateos Nogales. 3. José María Vergeles Blanca. 4. Soraya Vega Prieto. 5. Rafael Damián Lemús Rubiales. 6. María De La Cruz Buendía Lozano. 7. Julio César Rodríguez González. 8. María De La Cruz Rodríguez Vegazo. 9. Ricardo Andrés Utrera Fernández. 10. Ana María Fernández Rodríguez. 11. Andrés Moriano Saavedra. 12. Estrella Gordillo Vaquero. 13. Luis Tirado Vasco. 14. María Piedad Álvarez Cortés. 15. Valerio Marcial Rodríguez Casero. 16. María Isabel Gil Rosiña. | 1. Miguel Ángel Morales Sánchez. 2. Blanca Martín Delgado. 3. José Ramón Bello Rodrigo. 4. Lara Garlito Batalla. 5. Eduardo Béjar Martín. 6. María Begoña García Bernal. 7. Alfonso Beltrán Muñoz. 8. María Esther Gutiérrez Morán. 9. Juan Ramón Ferreira Alonso. 10. Teresa Nuria García Ramos. 11. Jorge Amado Borrella. 12. Nayara María Basilio Gómez.                                                                |
|                                                                | PP                     | 1. Abel Bautista Morán. 2. Sara García Espada. 3. Manuel Naharro Gata. 4. María Agustina Rodríguez Martínez. 5. Pedro Pablo González Merino. 6. Isabel María García López. 7. María Isabel Babiano Serrano. 8. María Teresa Tortonda Gordillo. 9. Santiago Amaro Barril. 10. Hipólito Pacheco Delgado. 11. José Antonio Monago Terraza. 12. María Del Pilar Gómez De Tejada Díaz. 13. María Francisca Martín Luengo. 14. José Alberto Pérez Álvarez. 15. Manuel Lozano Martínez.                                            | 1. María Guardiola Martín. 2. María Mercedes Morán Álvarez. 3. María Elena Manzano Silva. 4. Juan Luis Rodríguez Campos. 5. José Manuel García Ballestero. 6. Laureano León Rodríguez. 7. María Elena Nevado del Campo. 8. Cristina Elena Teniente Sánchez. 9. José Ángel Sánchez Juliá. 10. Luis Miguel Pérez Escanilla. 11. Sandra Victoria Valencia Ramos. 12. Isabel Sánchez Torremocha. 13. Susana Rodríguez Sánchez. |
|                                                                | Vox                    | 1. Ángel Pelayo Gordillo Moreno. 2. Javier Bravo Arrobas. 3. Juan José García García. | 1. Óscar Arturo Fernández Calle. 2. Álvaro Luis Sánchez-Ocaña Vara. |
|                                                                | Unidas por Extremadura | 1. Irene De Miguel Pérez. 2. Joaquín Macías Rodríguez. | 1. José Antonio González Frutos. 2. Nerea Fernández Cordero. |
| Total                                                          | Total                  | 36 | 29 |

## Encuestas

### Por partido
| Encuestadora                                        | Fecha                   | Tamaño  | Participación |                |                    |          |          |          | Otros   | Dis. |       |       |       |       |     |
| --------------------------------------------------- | ----------------------- | ------- | ------------- | -------------- | ------------------ | -------- | -------- | -------- | ------- | ---- | ----- | ----- | ----- | ----- | --- |
| Encuestadora                                        | Fecha                   | Tamaño  | Participación | RTVE/DatosRTVE | 22 de mayo de 2023 |          | ?        | 42.3 29  | 36.4 26 | Dis. | 1.6 0 | 6.7 4 | 8.9 6 | 1.5 0 | 5.9 |
| RTVE/DatosRTVE                                      | 20 de mayo de 2023      |         | ?             | 42.1 29        | 36.4 26            | 1.7 0    | 6.8 4    | 8.9 6    | -       | 5.7  |       |       |       |       |     |
| Público/KeyData                                     | 19 de mayo de 2023      |         | ?             | 41.8 30        | 36.3 26            | 1.6 0    | 6.7 4    | 8.5 5    | 5.0 0   | 5.5  |       |       |       |       |     |
| ElPeriodicodeExtremadura/CIS                        | 11 de mayo de 2023      |         | ?             | 40.6 28/29     | 35.9 24/25         | 1.5 0    | 10.3 4/8 | 8.6 5/6  | -       | 4.7  |       |       |       |       |     |
| elPlural/Electomanía                                | 6 de mayo de 2023       |         | ?             | 42.8 31        | 36.0 25            | 1.8 0    | 6.9 4    | 9.4 5    | 2.2 0   | 6.8  |       |       |       |       |     |
| RTVE/DatosRTVE                                      | 5 de mayo de 2023       |         | ?             | 42.2 30        | 35.5 25            | 2.1 0    | 6.5 4    | 9.4 6    | 1.0 0   | 6.7  |       |       |       |       |     |
| ElPeriodico                                         | 3 de mayo de 2023       |         | ?             | 42.8 31        | 36.0 25            | 1.8 0    | 6.9 4    | 9.4 5    | 2.2 0   | 6.8  |       |       |       |       |     |
| RTVE/DatosRTVE                                      | 28 de abril de 2023     |         | ?             | 42.1 30        | 35.5 25            | 2.2 0    | 6.5 4    | 9.5 6    | 0.7 0   | 6.6  |       |       |       |       |     |
| ABC/Simple Lógica/Electopanel/Data10                | 27 de abril de 2023     |         | ?             | 39.0 30        | 33.0 24            | 2.5 0    | 6.8 5    | 8.0 6    | -       | 6.0  |       |       |       |       |     |
| LaRazon                                             | 25 de abril de 2023     |         | ?             | 43.5 30        | 37.3 27            | -        | 6.6 4    | 6.9 4    | -       | 6.2  |       |       |       |       |     |
| Diario.es/SimpleLógica                              | 23 de abril de 2023     |         | ?             | 39.4 28/29     | 34.2 24/25         | 2.5 0    | 7.4 5/6  | 9.0 6/7  | 2.2 0/1 | 5.2  |       |       |       |       |     |
| RTVE/DatosRTVE                                      | 20 de abril de 2023     |         | ?             | 42.7 30        | 35.8 25            | 2.1 0    | 6.2 4    | 9.4 6    | -       | 6.9  |       |       |       |       |     |
| Electrográfica/IMOPInsigts                          | 18 de abril de 2023     |         | ?             | 42.4 30        | 33.6 24            | 2.5 0    | 6.8 4    | 10.5 7   | -       | 8.8  |       |       |       |       |     |
| Electrográfica/Data10                               | 15 de abril de 2023     |         | ?             | 42.8 30        | 37.5 26            | 2.1 0    | 5.9 4    | 8.1 5    | -       | 5.3  |       |       |       |       |     |
| RTVE/DatosRTVE                                      | 12 de abril de 2023     |         | ?             | 42.4 29        | 37.7 27            | 2.2 0    | 6.1 4    | 7.8 5    | -       | 4.7  |       |       |       |       |     |
| Público/KeyData                                     | 18 de marzo de 2023     |         | ?             | 42.2 30        | 35.9 26            | 2.8 0    | 6.5 4    | 7.4 5    | -       | 6.3  |       |       |       |       |     |
| Electografica/Data10                                | 17 de febrero de 2023   |         | ?             | 42.2 29        | 37.7 27            | 2.2 0    | 6.1 4    | 7.8 5    | -       | 4.5  |       |       |       |       |     |
|                                                     |                         |         |               |                |                    |          |          |          |         |      |       |       |       |       |     |
| Elecciones generales de España de noviembre de 2019 | 10 de noviembre de 2019 | 604 561 | 67,22 %       | 38.6 (5)       | 26.2 (3)           | 7.6 (0)  | 9.2 (0)  | 16.9 (2) | -       | 12.4 |       |       |       |       |     |
| Elecciones a la Asamblea de Extremadura de 2019     | 26 de mayo de 2019      | 899 930 | 69,26 %       | 46.7 34        | 27.4 20            | 11.1 7   | 7.2 4    | 4.7 0    | 1.8 0   | 19.3 |       |       |       |       |     |
| Elecciones generales de España de abril de 2019     | 28 de abril de 2019     | 666 242 | 76,31 %       | 38.0 (5)       | 21.4 (2)           | 17.9 (2) | 9.4 (0)  | 10.7 (1) | -       | 16.6 |       |       |       |       |     |

### Gráfico no disponible temporalmente debido a problemas técnicos.
| Encuestadora                                        | Fecha                   | Tamaño  | Participación | Bloque de la izquierda | Bloque de la izquierda | Bloque de la derecha | Bloque de la derecha | Bloque de la derecha | Otros   | Dis. |         |         |         |       |     |
| --------------------------------------------------- | ----------------------- | ------- | ------------- | ---------------------- | ---------------------- | -------------------- | -------------------- | -------------------- | ------- | ---- | ------- | ------- | ------- | ----- | --- |
| Encuestadora                                        | Fecha                   | Tamaño  | Participación | RTVE/DatosRTVE         | 22 de mayo de 2023     |                      | ?                    | 49.0 33              | 49.0 33 | Dis. | 46.9 32 | 46.9 32 | 46.9 32 | 1.5 0 | 2.1 |
| Encuestadora                                        | Fecha                   | Tamaño  | Participación | RTVE/DatosRTVE         | 20 de mayo de 2023     |                      | ?                    | 48.9 33              | 48.9 33 | Dis. | 47.0 32 | 47.0 32 | 47.0 32 | -     | 1.9 |
| Público/KeyData                                     | 19 de mayo de 2023      |         | ?             | 48.5 34                | 48.5 34                | 46.4 31              | 46.4 31              | 46.4 31              | 5.0 0   | 2.1  |         |         |         |       |     |
| ElPeriodicodeExtremadura/CIS                        | 11 de mayo de 2023      |         | ?             | 50.9 34/36             | 50.9 34/36             | 46.0 29/31           | 46.0 29/31           | 46.0 29/31           | -       | 4.9  |         |         |         |       |     |
| elPlural/Electomanía                                | 6 de mayo de 2023       |         | ?             | 49.7 35                | 49.7 35                | 47.2 30              | 47.2 30              | 47.2 30              | 2.2 0   | 2.5  |         |         |         |       |     |
| RTVE/DatosRTVE                                      | 5 de mayo de 2023       |         | ?             | 48.7 34                | 48.7 34                | 47.0 31              | 47.0 31              | 47.0 31              | 1.0 0   | 1.7  |         |         |         |       |     |
| ElPeriodico                                         | 3 de mayo de 2023       |         | ?             | 49.7 35                | 49.7 35                | 47.2 30              | 47.2 30              | 47.2 30              | 2.2 0   | 2.5  |         |         |         |       |     |
| RTVE/DatosRTVE                                      | 28 de abril de 2023     |         | ?             | 48.6 34                | 48.6 34                | 47.2 31              | 47.2 31              | 47.2 31              | 0.7 0   | 1.4  |         |         |         |       |     |
| ABC/Simple Lógica/Electopanel/Data10                | 27 de abril de 2023     |         | ?             | 45.8 35                | 45.8 35                | 43.5 30              | 43.5 30              | 43.5 30              | -       | 2.3  |         |         |         |       |     |
| LaRazon                                             | 25 de abril de 2023     |         | ?             | 50.1 34                | 50.1 34                | 44.2 31              | 44.2 31              | 44.2 31              | -       | 5.9  |         |         |         |       |     |
| Diario.es/SimpleLógica                              | 23 de abril de 2023     |         | ?             | 46.8 33/35             | 46.8 33/35             | 45.7 31/32           | 45.7 31/32           | 45.7 31/32           | 2.2 0/1 | 1.1  |         |         |         |       |     |
| RTVE/DatosRTVE                                      | 20 de abril de 2023     |         | ?             | 48.9 34                | 48.9 34                | 47.3 31              | 47.3 31              | 47.3 31              | -       | 1.6  |         |         |         |       |     |
| Electrográfica/IMOPInsigts                          | 18 de abril de 2023     |         | ?             | 49.4 34                | 49.4 34                | 46.6 31              | 46.6 31              | 46.6 31              | -       | 2.8  |         |         |         |       |     |
| Electrográfica/Data10                               | 15 de abril de 2023     |         | ?             | 48.7 34                | 48.7 34                | 47.7 31              | 47.7 31              | 47.7 31              | -       | 1.0  |         |         |         |       |     |
| RTVE/DatosRTVE                                      | 12 de abril de 2023     |         | ?             | 48.5 33                | 48.5 33                | 47.7 32              | 47.7 32              | 47.7 32              | -       | 0.8  |         |         |         |       |     |
| Público/KeyData                                     | 18 de marzo de 2023     |         | ?             | 48.7 34                | 48.7 34                | 46.1 31              | 46.1 31              | 46.1 31              | -       | 2.6  |         |         |         |       |     |
| Electografica                                       | 17 de febrero de 2023   |         | ?             | 48.3 33                | 48.3 33                | 47.7 32              | 47.7 32              | 47.7 32              | -       | 0.6  |         |         |         |       |     |
|                                                     |                         |         |               |                        |                        |                      |                      |                      |         |      |         |         |         |       |     |
| Elecciones generales de España de noviembre de 2019 | 10 de noviembre de 2019 | 604 561 | 67,22 %       | 47.8 (5)               | 47.8 (5)               | 50.7 (5)             | 50.7 (5)             | 50.7 (5)             | -       | 2.9  |         |         |         |       |     |
| Elecciones a la Asamblea de Extremadura de 2019     | 26 de mayo de 2019      | 899 930 | 69,26 %       | 53.9 38                | 53.9 38                | 43.2 27              | 43.2 27              | 43.2 27              | 0.6 0   | 10.7 |         |         |         |       |     |
| Elecciones generales de España de abril de 2019     | 28 de abril de 2019     | 666 242 | 76,31 %       | 47.4 (5)               | 47.4 (5)               | 50.0 (5)             | 50.0 (5)             | 50.0 (5)             | -       | 2.6  |         |         |         |       |     |

## Acontecimientos posteriores

### Elección e investidura de los miembros de la mesa de la Asamblea de Extremadura

###### Presidente
| Candidatura     | Candidatura                        | Primera ronda Mayoría requerida: absoluta (33/65) | Segunda ronda Mayoría requerida: simple |
| --------------- | ---------------------------------- | ------------------------------------------------- | --------------------------------------- |
|                 | Blanca Martín Delgado (PSOE-E)     | 32/65                                             | 32/65                                   |
|                 | Abel Bautista Morán (PP-E)         | 28/65                                             | 28/65                                   |
|                 | Ángel Pelayo Gordillo Moreno (Vox) | 5/65                                              | 5/65                                    |
| Votos en blanco | Votos en blanco                    | 0/65                                              | 0/65                                    |
| Votos nulos     | Votos nulos                        | 0/65                                              | 0/65                                    |
| Resultado       | Resultado                          | No                                                | Sí                                      |

###### Vicepresidentes
| Candidatura     | Candidatura                   | Los dos candidatos con más votos obtenidos |
| --------------- | ----------------------------- | ------------------------------------------ |
|                 | Lara Garlito Batalla (PSOE-E) | 32/65                                      |
|                 | Manuel Naharro Gata (PP-E)    | 28/65                                      |
| Votos en blanco | Votos en blanco               | 5/65                                       |
| Votos nulos     | Votos nulos                   | 0/65                                       |
| Resultado       | Resultado                     | Sí                                         |

###### Secretarios
| Candidatura     | Candidatura                         | Los tres candidatos con más votos obtenidos |
| --------------- | ----------------------------------- | ------------------------------------------- |
|                 | María Elena Nevado del Campo (PP-E) | 28/65                                       |
|                 | Estrella Gordillo Vaquero (PSOE-E)  | 26/65                                       |
|                 | José Antonio González Frutos (UxE)  | 6/65                                        |
|                 | Óscar Arturo Fernández Calle (Vox)  | 5/65                                        |
| Votos en blanco | Votos en blanco                     | 0/65                                        |
| Votos nulos     | Votos nulos                         | 0/65                                        |
| Resultado       | Resultado                           | Sí                                          |

### Elección e investidura de la presidenta de la Junta
| Resultado de la votación de investidura del presidente de la Junta de Extremadura |                                                         |      |    |    |   |   |       |  |  |
| Candidato                                                                         | Fecha                                                   | Voto |    |    |   |   | Total |  |  |
| María Guardiola (PP Extremadura)                                                  | 14 de julio de 2023 Mayoría requerida: absoluta (33/65) | Sí   |    | 28 | 5 |   | 33/65 |  |  |
| María Guardiola (PP Extremadura)                                                  | 14 de julio de 2023 Mayoría requerida: absoluta (33/65) | No   | 28 |    |   | 4 | 32/65 |  |  |
| María Guardiola (PP Extremadura)                                                  | 14 de julio de 2023 Mayoría requerida: absoluta (33/65) | Abs. |    |    |   |   | 0/65  |  |  |
| María Guardiola (PP Extremadura)                                                  | 14 de julio de 2023 Mayoría requerida: absoluta (33/65) | Aus. |    |    |   |   | 0/65  |  |  |
|                                                                                   |                                                         |      |    |    |   |   |       |  |  |

## Elecciones generales de España de 2023en Extremadura
- Candidaturas:
  - Partido Popular de Extremadura
  - Partido Socialista Obrero Español de Extremadura
  - Vox
  - Sumar Unidas por Extremadura
  - Bloque extremeño:
    - Extremeños (Partido Regionalista Extremeño (PREx), Convergencia Regionalista de Extremadura (CREx) e Independientes por Extremadura (IPEX))
    - Extremeñistas,
    - Cáceres viva,
    - Cacereños por Cáceres (Plataforma Cacereños) y
    - Juntos por Extremadura